# Walter Macken
Walter Macken (3 de mayo de 1915 - 22 de abril de 1967) (en gaélico Uaitéar Ó Maicín), nació en Galway, Irlanda. Fue un escritor  de cuentos, novelas y teatro.

## Biografía
Walter Macken comenzó su carrera como actor en Galway, con el Taibhdhearc na Gaillinhe o Teatro Nacional Irlandés en Gaélico (dónde conoció a la que más tarde sería su mujer, Peggy), así como en El Teatro de la Abadía en Dublín. Actuó en Broadway en la obra de M. J. Molloy El Rey de los hombres del viernes y en su propia obra Home is the Hero. El éxito de su tercer libro, Lluvia en el Viento, ganador del premio del Gremio Literario en los EE. UU., le permitió centrar sus energías en la escritura. También participó en películas, como la adaptación de la obra de Arthur Dreifuss, por Brendan Behan, The Quare Fellow.  Pero quizá sea más conocido por su trilogía de novelas históricas irlandesas Busca la Tierra Justa, La Gente Silenciosa y El Viento Abrasador.
Su hijo Ultan Macken, un periodista bien conocido en los medios de comunicación escritos y audiovisuales de Irlanda, escribió una biografía de su padre, 'Walter Macken: Sueños en Papel'.

## Lista de obras

### Teatro
- La Mansión de Mungo (1946)
- Vacant Possession (1948)
- Home is the Hero (1952)
- Twilight is the Warrior (1956)

### Novelas
- Quench the Moon (Macmillan, 1948)
- Estoy Sólo (Macmillan, 1949)
- Lluvia en el Viento (Londres, MacMillan, 1950)
- The Bogman (MacMillan, 1952)
- Sunset on the Window Panes (Macmillan, 1954)
- Sullivan (Macmillan, 1957)
- Busca la Tierra Justa (MacMillan,1959)
- La Gente Silenciosa (MacMillan, 1962)
- El Viento Abrasador (MacMillan, 1964)
- Brown Señor de la Montaña (Macmillan, 1966)

Otras dos novelas, 'Y entonces Nadie Más' (1946) y 'Cockles and Mustard' (1947), permanecen sin publicar.

### Novelas para niños
Macken escribió 5 colecciones de cuentos para niños, y también:
- La Isla del Gran Buey Amarillo (MacMillan, 1966)
- El Vuelo de las Palomas (MacMillan, 1963), que fue adaptado para el cine.

### Otras obras
- Las Verdes Colinas (historias)
- The Coll Doll y otras historias (que incluye trece historias de Las Verdes Colinas)
- Dios hizo el Domingo y otras historias
- Ciudad de las Tribus (historias)